# Индијско огледало
Индијско огледало („Неуспела мућка“) је југословенски филм из 1985. године. Режирао га је Зоран Амар, а сценарио је писао Александар Поповић.

## Радња
Рукометни тим из Муљојевца 1984. треба да уђе у прву лигу. Да би били сигурни у успех Јавор, Сима и Богољуб скупљају велики новац да потплате судију. У овој комедији Јавор бива откривен са швалерком, док га његова жена вара са пријатељем. На крају и швалерка вара Јавора са играчем из екипе у којој је Јавор директор.

## Улоге
| Глумац                 | Улога           |
| ---------------------- | --------------- |
| Драгомир Бојанић Гидра | Јавор           |
| Слободан Алигрудић     | Ћале            |
| Младен Андрејевић      | Горан           |
| Миодраг Андрић         | Радио-репортер  |
| Снежана Савић          | Тодорка         |
| Нада Блам              | Дара вештица    |
| Милан Гутовић          | Главни судија   |
| Момчило Станишић       | Помоћни судија  |
| Драган Максимовић      | Лаза Ласер      |
| Мирослав Петровић      | Сима касапин    |
| Горан Плеша            | Биса            |
| Јелисавета Саблић      | Ружа            |
| Љиљана Шљапић          | Богица          |
| Милан Срдоч            | Тома Далматинац |
| Ратко Танкосић         | Келе            |
| Јосиф Татић            | Контиста        |
| Михајло Викторовић     | Глига Гаратеа   |
| Лидија Вукићевић       | Изабела         |
| Гојко Ковачевић        | Богољуб         |
| Весна Миљковић         | Ната            |
| Ванеса Ојданић         | лажна Тодорка   |